# دييغو لونا (لاعب كرة قدم مواليد 2003)
دييغو لونا (بالإنجليزية: Diego Luna) هو لاعب كرة قدم أمريكي، ولد في 7 سبتمبر 2003 في سانيفال في الولايات المتحدة.